# UFC 95
UFC 95: Sanchez vs. Stevenson fue un evento de artes marciales mixtas celebrado por Ultimate Fighting Championship el 21 de febrero de 2009 en el The O2 Arena, en Londres, Reino Unido.

## Historia
La pelea principal contó con dos ganadores del The Ultimate Fighter.
Mike Ciesnolevicz reemplazo a Justin McCully.
Brian Cobb reemplazo a Justin Buchholz porque sufría de una infección por estafilococo.
Evan Dunham reemplazo a David Baron.
Como en UFC 91, cada combate fue transmitido debido a la velocidad de los combates de la tarjeta principal.
UFC 95 atrajo un promedio de 2,4 millones de espectadores en Spike TV.

## Premios extra
Cada peleador recibió un bono de $40,000.
- Pelea de la Noche: Diego Sánchez vs. Joe Stevenson
- KO de la Noche: Paulo Thiago
- Sumisión de la Noche: Demian Maia